# 필 보그스
필립 ("필") 조지 보그스(Philip ("Phil") George Boggs, 1949년 12월 29일 ~ 1990년 7월 4일)는 미국의 다이빙 선수로 1976년 몬트리올 올림픽 3m 스프링보드 종목 금메달리스트이다.
오하이오주 애크런에서 태어나 공군 중위로 복무한 보그스는 플로리다 주립 대학교에서 수학하였고, 미시간 대학교의 법학생이었다.
1985년 국제 수영 명예의 전당에 헌액되었다.
1990년 독립 기념일에 림프구 암으로 사망하였다.